# Pónik
Pónik (1886-ig Pojnik, szlovákul: Poniky) község Szlovákiában, a Besztercebányai kerületben, a Besztercebányai járásban. Pónikkohó és Kispónik tartozik hozzá.

## Fekvése
Besztercebányától 13 km-re délkeletre fekszik.

## Története
A régészeti leletek tanúsága szerint területén már az újkőkorszakban, majd a korai bronzkorban is éltek emberek.
A település első írásos említése 1282-ből „Ponyk” néven származik, de valószínűleg már a tatárjárás előtt is létezett. Királyi birtok volt, melyet IV. László király 1284-ben a csehek elleni háborúban mutatott vitézségéért Turchus Fülöp mesternek adott. A 14. században területén aranyat találtak és az aranybányászat 1571-ig tartott. Az aranyon kívül vasércet is bányásztak itt. 1310-ben az alapító Fülöp mester fiai Keresztelő Szent János tiszteletére kápolnát építettek ide. 1358-ban területén két malom működött. 1388-ban részben nemesi birtok, részben a zólyomlipcsei váruradalom része. 1400-ban városi kiváltságokat kapott. 1580-ban török támadás érte a falut, amely súlyos károkat szenvedett. 1605-ben Bocskai István hajdúi gyújtották fel. 1663-ban újabb török támadás érte, melyben a templom is leégett, benne sok régi oklevéllel. Az utolsó török támadás 1678. január 6-án történt, amikor ismét felgyújtották a települést és 300 lakost hurcoltak rabságba. A 18. század második felében megindult az intenzív vasércbányászat.
A 18. század végén Vályi András így ír róla: „POJNIK. Tót falu Zólyom Vármegyében, földes Ura a’ Liptsei Bányászi Kamara, lakosai katolikusok, fekszik Libet Bányához 1 mértföldnyire; veres földgye nevezetes; földgyének 2 harmad része sovány, de más része termékeny, és szép királyi javakat is bírnak, első osztálybéli.”
1828-ban 146 házában 1061 lakos élt. Lakói a mezőgazdaságban dolgoztak, illetve bányászok, erdei munkások, vaskohászok voltak.
Fényes Elek 1851-ben kiadott geográfiai szótárában így ír a településről: „Pojnik, tót m. v. Zólyom vmegyében, ut. p. Beszterczétől keletre 1 1/2 órányira erdős hegyek közt: 85 kath., 976 evang. lak. Kath. és evang. anyaszentegyház. Határa hegyes, sovány, de lent jól terem. Főnevezetessége vasbányáiban, hutáiban s olvasztó hámoraiban áll. F. u. a kamara.”
1886-ban hozzá csatolták Kispónikot. A trianoni diktátumig területe Zólyom vármegye Besztercebányai járásához tartozott.
1943-ban csatolták hozzá Pónikkohót.

### Kispónik
A hozzá tartozó Kispónik (Ponicka Lehotka) a 14. században keletkezett, a zólyomlipcsei uradalom része volt. 1424-ben Kispónik néven említik. Lakói mezőgazdaságból, állattartásból éltek. 1886-ban olvadt Pónikba.

## Népessége
| Év:            | 1994. | 2004.   | 2014.   | 2024.   |
| -------------- | ----- | ------- | ------- | ------- |
| Emberek száma: | 1538  | 1567    | 1564    | 1554    |
| Eltérés:       |       | +1,88 % | -0,19 % | -0,63 % |

| Év:            | 2023. | 2024.   |
| -------------- | ----- | ------- |
| Emberek száma: | 1540  | 1554    |
| Eltérés:       |       | +0,90 % |

1910-ben 1645, túlnyomórészt szlovák lakosa volt.
2001-ben 1551 lakosából 1510 szlovák volt.
2011-ben 1590 lakosából 1548 szlovák.

## Neves személyek
- Itt született 1570-ben Abrahamides János evangélikus lelkész.
- Itt született 1714-ben Demian János evangélikus lelkész.

## Nevezetességei

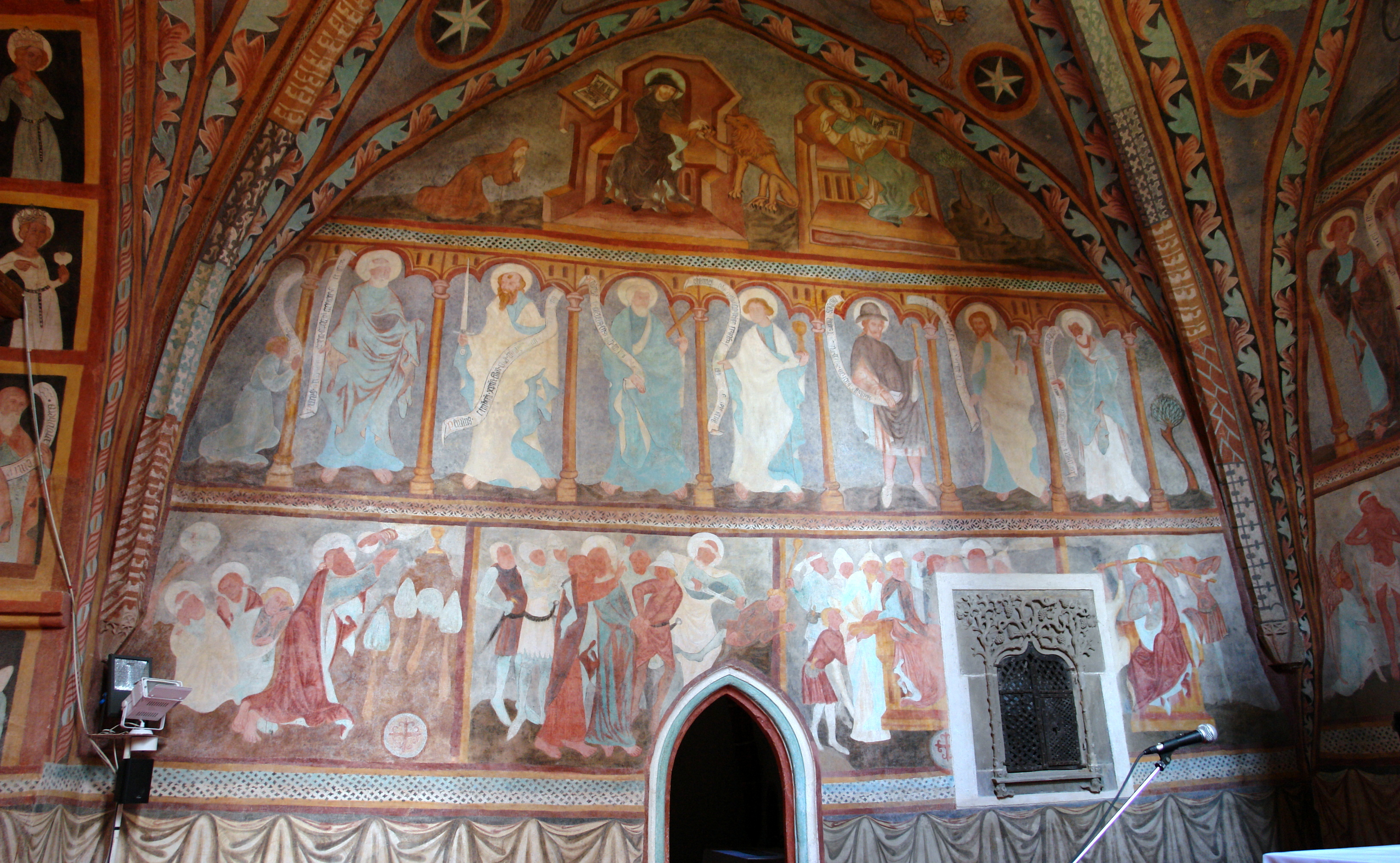
Freskók a r. k. templomban

- Assisi Szent Ferenc tiszteletére szentelt római katolikus temploma 1310 körül épült gótikus stílusban, gazdagon díszítve 1380 és 1415 közötti festett, gótikus freskókkal. Belseje Lőcsei Pál mester alkotása. A 16. század kezdetén oldalkápolnával bővítették. A 18. század közepén barokk stílusban átépítették, s a 19. században – főként belső terét – ismét módosították. A régészeti kutatások által feltárt eredeti freskóit az 1971 és 1991 közötti években restaurálták. A templom eredeti gótikus alakját is ekkor állították vissza, eltüntetve a barokk átalakítás nyomait. Gótikus főoltára 1512-ből származik.
- Evangélikus temploma 1784-ben épült, tornya 1868-ban készült el.
- Vízimalma a 18.-19. században épült.
- Pónikhuta kápolnája 1945-ben épült a Fatimai Szűzanya tiszteletére.
- Kapucinusok kolostora. E szerzetesrend tagjai 1995. május 1-én telepedtek le a községben, létrehozva ideiglenes kolostorukat az egykori katolikus iskola épületében. A jelenlegi kolostor épületét, melyet a plébánia épületének átépítésével alakították ki, 1999 októberében szentelték fel. A kolostorban jelenleg (2008) hét szerzetes tevékenykedik.

## Lásd még
- Pónikkohó